# Hallwil
Hallwil (toponimo tedesco; fino al 1950 Niederhallwil) è un comune svizzero di 875 abitanti del Canton Argovia, nel distretto di Lenzburg.

## Società

### Evoluzione demografica
L'evoluzione demografica è riportata nella seguente tabella:
Abitanti censiti

## Infrastrutture e trasporti

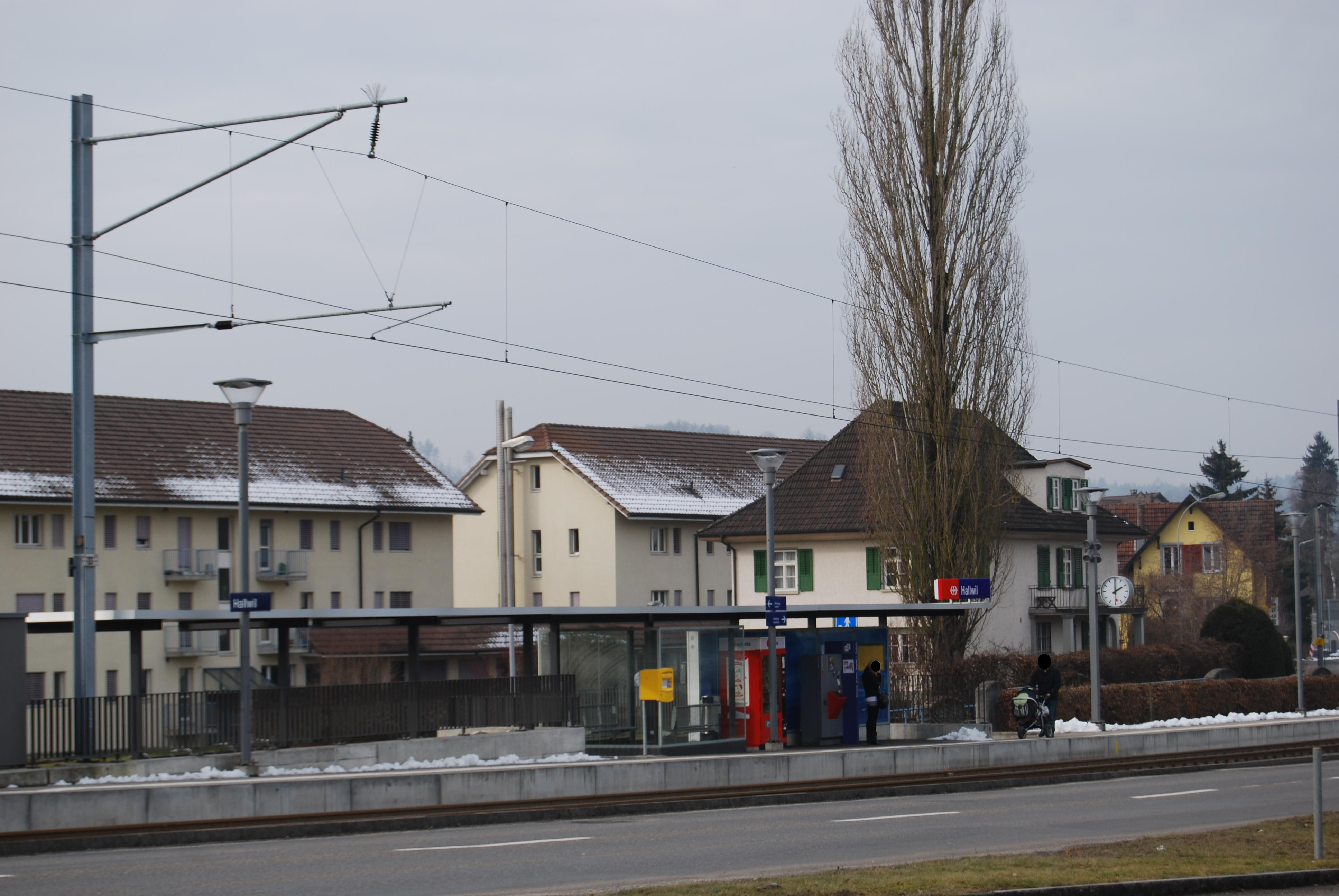
La stazione di Hallwil-Dürrenäsch

Hallwil è servito dalla stazione di Hallwil-Dürrenäsch sulla ferrovia Seetalbahn.

## Amministrazione
Ogni famiglia originaria del luogo fa parte del cosiddetto comune patriziale e ha la responsabilità della manutenzione di ogni bene ricadente all'interno dei confini del comune.